# 拉氏缺鰭鯰
拉氏缺鰭鯰，為輻鰭魚綱鯰形目鯰科的其中一種，為熱帶淡水魚，分布於亞洲婆羅洲東部淡水流域，體長可達21公分，棲息在底中層水域，生活習性不明。

## 扩展阅读
維基物種上的相關：拉氏缺鰭鯰